# Juanita Gómez
Juanita María Gómez Lora (Manizales, 24 de diciembre de 1987) es una periodista y presentadora de noticias colombiana. Egresada de la Pontificia Universidad Javeriana de Bogotá en 2010.

## Reseña biográfica
Es la menor de tres hermanos. En 2005 su familia se mudó a Bogotá, donde realizó sus estudios universitarios. Inició su carrera en el periodismo como columnista en la revista digital Directo Bogotá. Ingresó a Noticias Caracol en 2010 como productora periodística del segmento Crónicas Caracol. Al año siguiente empezó a hacer reportería en fuentes como la Casa de Nariño durante el gobierno de Juan Manuel Santos y luego en el Congreso de la República y la Alcaldía de Bogotá, entre otros. En 2017 hizo parte del cubrimiento especial de la visita a Colombia del papa Francisco en Cartagena.
En 2014 presentó la sección Red Cinema con Luis Carlos Rueda en las emisiones de los fines de semana del noticiero. En 2017 pasó a ser presentadora de las ediciones de fines de semana de Noticias Caracol, primero provisional y luego de manera permanente. En 2018 se incorporó a la mesa de trabajo del programa radial de opinión Altavoz de Blu Radio, junto a Esteban Hernández.
Desde 2022 es periodista de Revista Semana.